# Ray Kuka
Raphael Eugene Kuka, detto Ray (Havre, 17 febbraio 1922 – Havre, 27 marzo 1990), è stato un cestista e allenatore di pallacanestro statunitense, professionista nella BAA.